# Colmar Stadium
Le Colmar Stadium est le stade du club de football des Sports réunis Colmar depuis 2001, succédant ainsi au Stade des Francs.

## Histoire
C'est un complexe sportif de football composé de 3 terrains en pelouse naturelle et un terrain en synthétique.
Le terrain principal est doté de 2 tribunes ayant une capacité de 1 400 & 900 places (dont 40 accessibles aux personnes handicapées).
Le stade a accueilli de nombreux clubs de l'élite à l'occasion de la Coupe de France en 2006 et 2010, dont parmi eux l'AS Monaco, le FC Metz, le LOSC ou encore Boulogne-sur-Mer.
Lors de la dernière journée de Championnat de France Amateur (CFA) 2009-2010, environ 2 500 personnes sont venus fêter la montée du SR Colmar en National.
À partir de  2012, le stade dispose d'une tribune assise supplémentaire d'une capacité de 704 sièges (tribune Est) inaugurée en 2012. La tribune ouest bénéficie également d'un agrandissement la même année. Le stade compte alors 900 places supplémentaires à l'issue des travaux. 
En 2015, l'ensemble du stade est rénové en vue d'une éventuelle promotion en Ligue 2. Un nouveau parking est construit, des cabines pour la presse ont été aménagées, un vestiaire pour les arbitres est construit, un bureau réservé aux entraineurs ainsi qu'un local de contrôle antidopage sont également aménagés.